# 阿尔斯莱本
萨勒河畔阿尔斯莱本（德語：Alsleben (Saale)），简称阿尔斯莱本（德語：Alsleben，發音：[ˈalsleːbm̩] ⓘ），是德国萨克森-安哈尔特州萨尔茨兰县的城市，面积23.64平方千米，2023年12月31日人口为2,494人。